# História do Reino Indo-Grego
A história do reino indo-grego abrange um período que vai do século II a.C.  até o início do I d.C., no norte e no noroeste da Índia. Existiram mais de 30 reis indo-gregos, geralmente em competição por diferentes territórios. Muitos deles são conhecidos somente por suas moedas.
Muitas das datas, territórios e relações entre os reis indo-gregos são baseadas em análise numismática, algumas escrituras clássicas, escrituras indianas e evidência epigráfica. A lista seguinte de reis, datas e territórios após o reinado de Demétrio foi derivada da mais recente e extensiva análise sobre o assunto, por Osmund Bopearachchi e R. C. Senior.
A invasão do norte da Índia e o estabelecimento do que seria conhecido como o "reino indo-grego" iniciou-se por volta de 200 a.C. quando Demétrio I, filho do rei greco-bactriano Eutidemo I, liderou suas tropas pelo Indocuche. Apolodoto pode ter avançado para o sul, enquanto Menandro posteriormente liderou invasões para o leste. Após suas conquistas, Demétrio recebeu o título ανικητος ("Aniceto", que significa invencível), nunca dado antes para um rei.

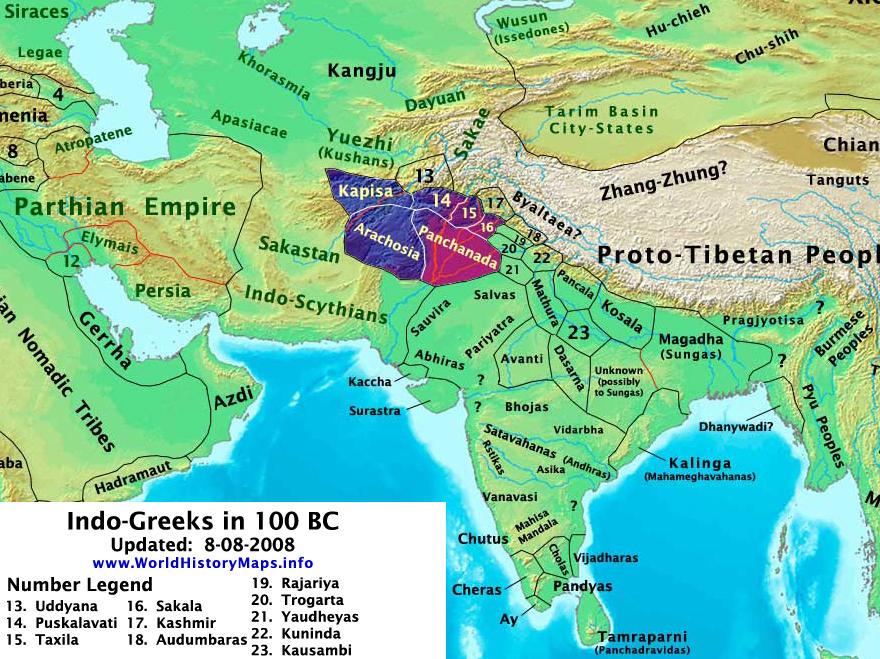
Reinos indo-gregos em

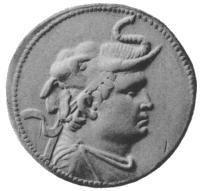
O fundador do reino indo-grego, Demétrio I, "o Invencível", vestindo o escalpo de um elefante, símbolo das suas conquistas na Índia

Evidência escrita das invasões gregas iniciais sobrevive nas escrituras de Estrabão e Justino, e nos registros em sânscrito de Patanjali, Calidaça e no Iuga Purana, entre outros. Moedas e evidências arquitetônicas também registram a campanha grega inicial.

### Fontes greco-romanas

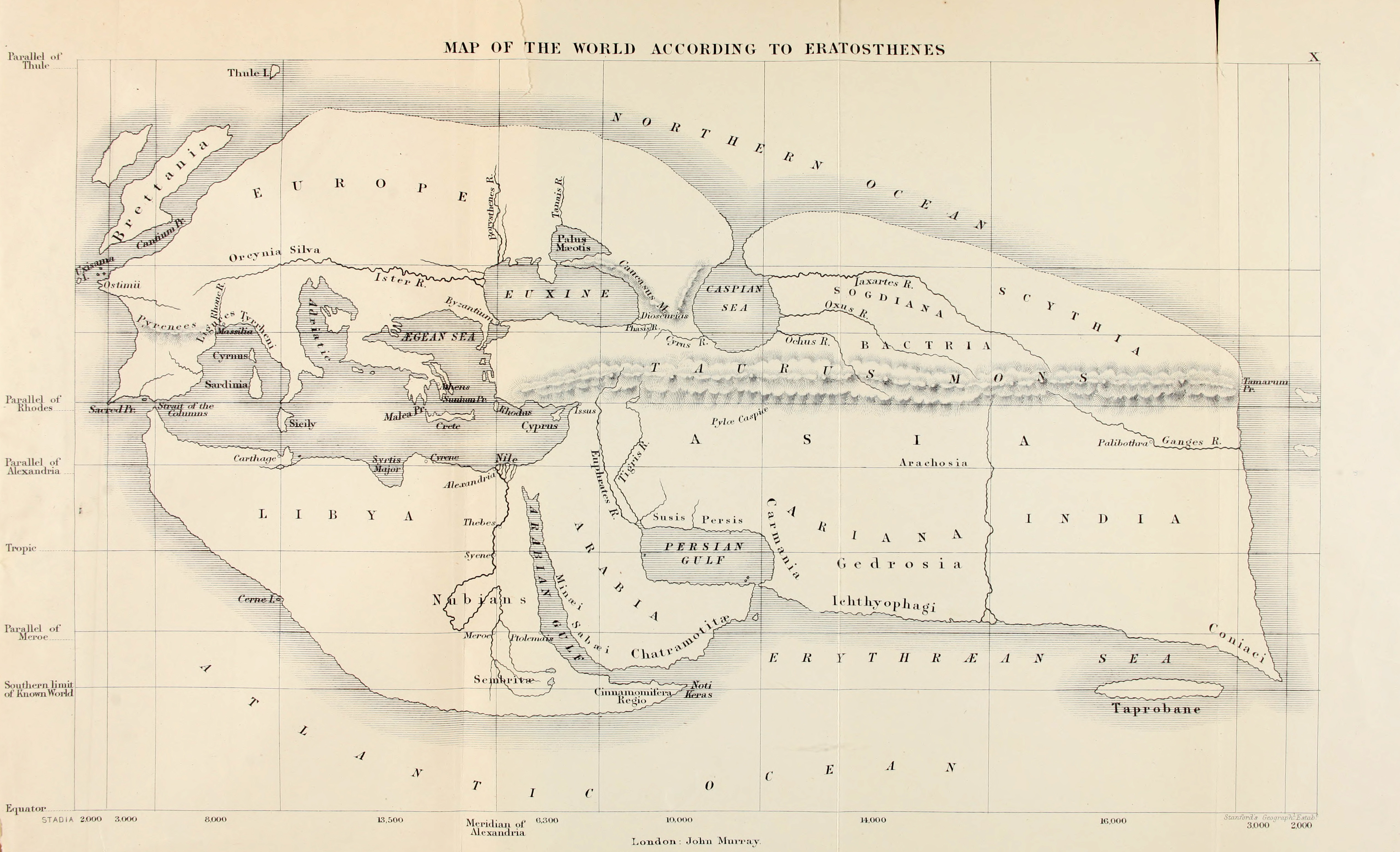
A visão do mundo helenístico logo após as conquistas indo-gregas. A Índia aparece plenamente formada, com o Ganges e Palibotra (Pataliputra) ao leste. (reconstrução do século XIX do mapa-múndi antigo de Eratóstenes.)

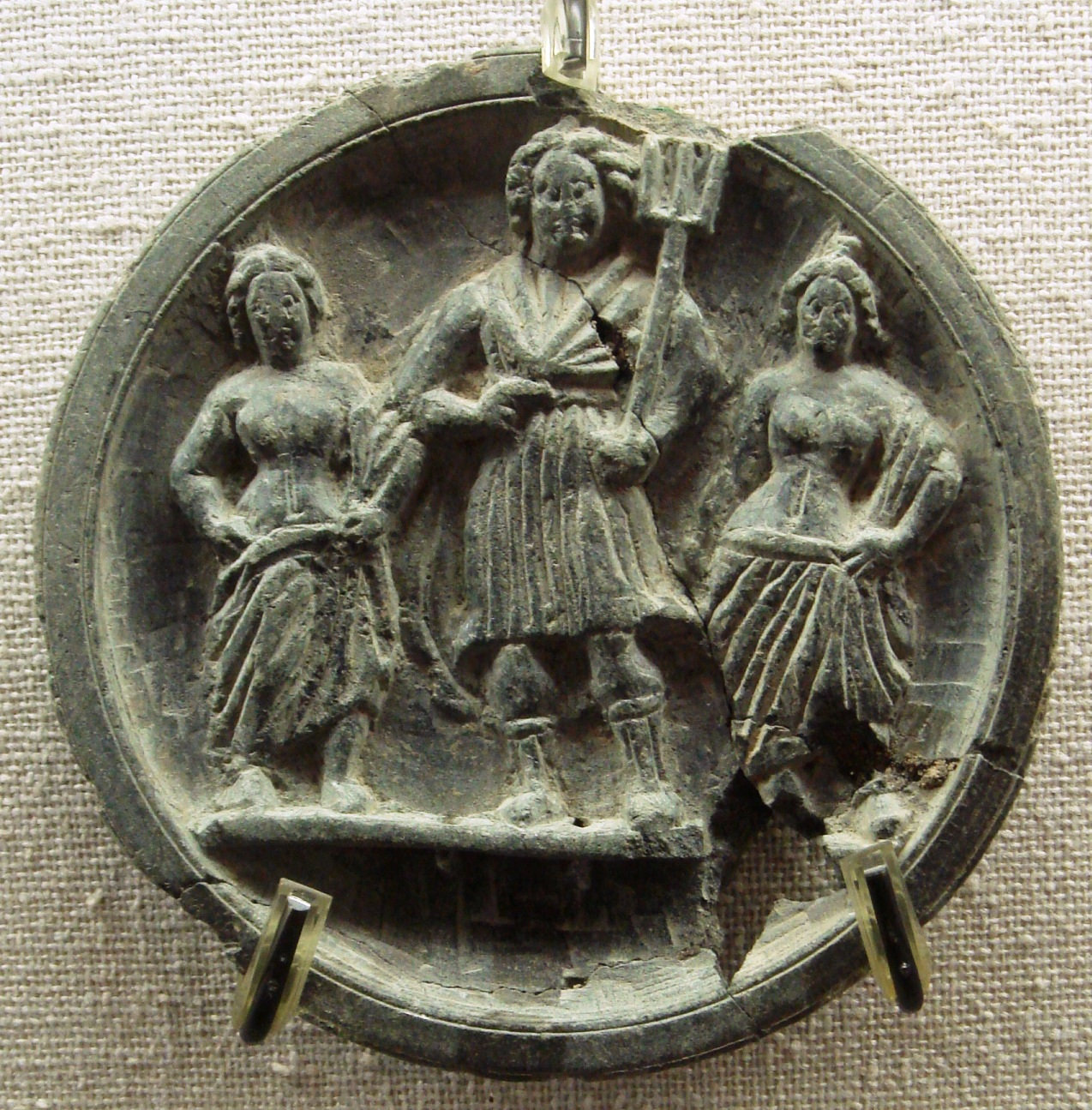
Uma paleta de pedra indo-grega mostrando Posidão com criados. Ele veste uma túnica quíton, uma capa clâmide e botas., Gandara, Ancient Orient Museum

## Evidência da invasão inicial